# Калинівка (П'ятихатська міська громада)
Кали́нівка (МФА: [kɐˈɫɪɲiu̯kɐ] ( прослухати)) — село в Україні, у П'ятихатській міській громаді Кам'янського району Дніпропетровської області.
Орган місцевого самоврядування — Богдано-Надеждівська сільська рада. Населення — 84 мешканці.

## Населення

### Мова
Розподіл населення за рідною мовою за даними перепису 2001 року:
| Мова       | Кількість | Відсоток |
| ---------- | --------- | -------- |
| українська | 78        | 92.86%   |
| російська  | 5         | 5.95%    |
| румунська  | 1         | 1.19%    |
| Усього     | 84        | 100%     |

## Географія
Село Калинівка знаходиться на відстані до 2,5 км від сіл Богдано-Надеждівка, Культура, Петрівка та Красний Луг. Поруч проходять автомобільна дорога М04 (E50) і залізниця, станція Яковлівка.

## Інтернет-посилання
- Погода в селі Калинівка [Архівовано 20 грудня 2011 у Wayback Machine.]

1. ↑  Рідні мови в об'єднаних територіальних громадах України — Український центр суспільних даних